# Johan Ludvig Heiberg
Johan Ludvig Heiberg (14 de dezembro de 1791 - 25 de agosto de 1860), poeta dinamarquês, dramaturgo, crítico literário, historiador literário, filho do escritor político Peter Andreas Heiberg (1758–1841) e do romancista, depois Baronesa Gyllembourg-Ehrensvärd, foi nascido em Copenhague. Ele promoveu a filosofia hegeliana e introduziu o vaudeville na Dinamarca.

## Biografia
Em 1800 seu pai foi exilado e fixou-se em Paris, onde trabalhou no Ministério das Relações Exteriores da França, aposentando-se em 1817 com pensão. Seus escritos políticos e satíricos continuaram a exercer grande influência sobre seus compatriotas. Johan Ludvig Heiberg foi levado por K. L. Rahbek e sua esposa para sua casa, Bakkehuset (agora parte da Administração de Segurança Marítima Dinamarquesa). Ele foi educado na Universidade de Copenhague, e sua primeira publicação, intitulada The Theatre for Marionettes (1814), incluiu dois dramas românticos. Isso foi seguido por Christmas Jokes and New Years Tricks (1816), The Initiation of Psyche (1817) e The Prophecy ofTycho Brahe, uma sátira às excentricidades dos escritores românticos, especialmente ao sentimentalismo de Ingemann. Essas obras atraíram a atenção em uma época em que Baggesen, Oehlenschläger e Ingemann possuíam o ouvido popular e foram entendidas imediatamente como o início de uma grande carreira.
Em 1817, Heiberg formou-se e em 1819 foi para o exterior com uma bolsa do governo. Ele foi para Paris e passou os três anos seguintes lá com seu pai. Em 1822 ele publicou seu drama Nina e foi nomeado professor de língua dinamarquesa na Universidade de Kiel, onde ministrou um curso de palestras, comparando a mitologia escandinava encontrada no Edda com os poemas de Oehlenschläger. Essas palestras foram publicadas em alemão em 1827.
Em 1825, Heiberg voltou a Copenhague com o objetivo de introduzir o vaudeville no palco dinamarquês. Ele compôs um grande número desses vaudevilles, dos quais os mais conhecidos são King Solomon e George the Hatmaker (1825); Primeiro de Abril (1826); Uma História no Jardim Rosenborg (1827); Kjøge Huskors (1831); Os dinamarqueses em Paris (1833); Não (1836); e Sim (1839). Ele pegou seus modelos do teatro francês, mas mostrou habilidade extraordinária em misturar a palavra e a música; mas os assuntos e o humor eram essencialmente dinamarqueses e até atuais.
Enquanto isso, ele estava produzindo um trabalho dramático de um tipo mais sério; em 1828 ele trouxe o drama nacional de Elves' Hill (dinamarquês: Elverhøi); em 1830 Os Inseparáveis; em 1835, a comédia de fadas The Elves, uma versão dramática de Elfin de Tieck ; e em 1838 Fata Morgana. Em 1841, Heiberg publicou um volume de New Poems contendo A Soul after Death, uma comédia que talvez seja sua obra-prima, The Newly Wedded Pair, e outras peças.
Ele editou de 1827 a 1830 o famoso semanário, o Flyvende Post (The Flying Post), e posteriormente o Interimsblade (1834-1837) e o Intelligensblade (1842-1843). Em seu jornalismo, ele lutou contra as pretensões excessivas dos românticos e produziu muitas críticas valiosas e penetrantes da arte e da literatura. Em 1831 ele se casou com a grande atriz Johanne Luise Pätges (1812–1890).
As sátiras contundentes de Heiberg, no entanto, o tornaram muito impopular; e esse antagonismo atingiu seu auge quando, em 1845, ele publicou seu pequeno drama malicioso de The Nut Crackers. No entanto, ele se tornou em 1849 diretor do Royal Theatre em Copenhague. Ele ocupou o cargo por sete anos, trabalhando com grande zelo e consciência, mas foi forçado por intrigas externas a renunciar ao cargo em 1856.
Heiberg morreu em Bonderup Manor, perto de Ringsted, em 25 de agosto de 1860.

## Filosofia
A filosofia especulativa de Heiberg tinha relação com Hegel e Kierkegaard, e tratava muito da percepção de Deus. Sua obra Om Vaudevillen (1826) foi descrita como um ataque ao diletantismo, "uma maldição sobre o materialismo da época ou ateísmo na arte, um ataque crítico à estética predominante do conteúdo", bem como "uma forte defesa do verdadeira ciência", estudo ao longo da vida, riso livre, sátira e comédia. Heiberg tentou reconciliar a filosofia de Hegel com o cristianismo, por exemplo, equiparando o conceito de Espírito de Hegel com a visão do Deus cristão; outras vezes parece preferir a doutrina cristã.

## Legado
Sua influência sobre o gosto e a opinião crítica foi maior do que a de qualquer escritor de sua época e só pode ser comparada à de Holberg no século XVIII. A maioria dos poetas do movimento romântico na Dinamarca eram muito graves e sérios; Heiberg acrescentou o elemento de humor, elegância e ironia. Ele tinha o gênio do bom gosto, e suas produções espirituosas e delicadas são quase únicas na literatura de seu país. Em primeiro lugar, ele criou uma tradição crítica dinamarquesa baseada em princípios estéticos firmes e consequentes, rompendo com os julgamentos de valor muitas vezes extremamente subjetivos e ocasionais de seus predecessores. Em troca, ele não evitou ser considerado um formalista conservador e elitista pela posteridade e a reação contra sua linhagem já foi iniciada por Georg Brandes que também foi afetado por sua escola. De qualquer forma, a maioria dos críticos dinamarqueses posteriores teve que se decidir sobre suas ideias.
As obras poéticas de Heiberg foram coletadas, em 11 vols., em 1861-1862, e seus escritos em prosa (11 vols.) no mesmo ano. O último volume de suas obras contém fragmentos de autobiografia. Ver também Georg Brandes, Essays (1889). Para o Heiberg mais velho, consulte as monografias de Thaarup (1883) e de Schwanenflügel (1891).